# El primo Basilio
El primo Basilio es una novela del autor portugués José Maria Eça de Queirós, publicada en 1878. Su argumento, como el de otras grandes obras literarias del realismo literario del siglo XIX, gira en torno al adulterio de una esposa. En esta obra Eça de Queirós trasladaba el trasfondo de la historia de las provincias a la capital, Lisboa, diferenciando el entorno social con su anterior novela El crimen del padre Amaro donde atacaba la hipocresía religiosa del Portugal rural. En El primo Basilio Eça de Queirós formula también una dura crítica a la sociedad portuguesa de la época, pero ahora describiendo en su trama a la mayor ciudad del país, condenando la frivolidad y ociosidad de la burguesía de su tiempo concentrada en Lisboa.

## Argumento
La historia se ambienta en la Lisboa de la segunda mitad del siglo XIX, y la protagonista es Luisa, joven soñadora y romántica, que está casada con un ingeniero, llamado Jorge, aunque no lo ama al no corresponder a las imágenes de las fantasías novelescas de Luisa. Ambos esposos mantienen un matrimonio común a la alta burguesía lisboeta: Jorge vive ocupado en su profesión y en contacto con sus colegas como Sebastián, mientras que Luisa no tiene ocupación alguna al estar de continuo apoyada por dos criadas, lo cual empieza a aburrirla. Cuando, por motivos de trabajo, Jorge tiene que viajar al Alentejo, se ve obligado a dejar a su esposa en Lisboa, lo cual refuerza el tedio diario de Luisa. 
Un día Luisa recibe una visita de su primo Basilio, llegado de Brasil y que ha vivido largo tiempo en Francia, con el que fueron novios en su primera juventud. Luisa y Basilio pronto inician una relación amorosa y se suelen encontrar en una habitación a la que llaman El Paraíso, aunque sus caracteres se muestran diferentes: Luisa idealiza románticamente a Basilio como instrumento con quien vivir sus fantasías al ser un hombre adinerado y de mundo, mientras que Basilio se muestra como un sujeto elegante y frívolo, con modales de dandy decadente, y que impresiona fácilmente a Luisa con sus historias y experiencias. 
Una de las criadas, Juliana, descubre esta relación extramatrimonial, logra interceptar parte de la correspondencia de su patrona y esconde muchas de las cartas amorosas que se escriben los amantes. Juliana se muestra como una mujer mayor, soltera, envidiosa de los placeres y vida regalada de su jefa, y empieza a chantajear a Luisa al revelarle que conoce el alcance de su adulterio y Luisa, asustada por el posible escándalo social, le propone a Basilio que huyan juntos. Basilio, quien mantiene el idilio con su prima Luisa con simple afán de diversión, rechaza la propuesta y abandona a Luisa para viajar en solitario a París. Luisa poco a poco debe ceder a las presiones de Juliana quien la amenaza con revelar las cartas a Jorge; así Luisa es obligada por Juliana a realizar tareas domésticas en su lugar, comiendo las raciones de la criada, y afrontando la fatiga del mantenimiento de la casa, al punto que la situación se vuelve insostenible y la salud de Luisa queda afectada. 
Jorge vuelve del Alentejo y queda sorprendido por la situación entre Luisa y Juliana. Ante ello, Luisa, desesperada, contacta secretamente con Sebastián, amigo de Jorge, y le pide ayuda contra Juliana aunque sin confesar su adulterio. Sebastián consigue mediante amenazas que Juliana le devuelva las cartas comprometedoras. Poco después la empleada muere y Luisa cae gravemente enferma, lo cual asusta a Jorge. Un día llega al hogar una carta de Basilio desde Francia, que va a parar a manos de Jorge en tanto Luisa es incapaz de levantarse de la cama; con lo que al final no se evita que el esposo descubra el adulterio. En muy malas condiciones de salud, la joven Luisa va deteriorándose hasta fallecer, pese al esfuerzo de los médicos y aun cuando Jorge le perdona su engaño debido a su grave enfermedad. 
Al final, Basilio retorna tiempo después a Lisboa y al saber de la muerte de Luisa comenta el evento con su amigo el Vizconde Reinaldo, quien le reprocha a Basilio haber mantenido un romance con su prima, una "burguesa" insignificante y sin elegancia, sin refinamiento ni contactos con la élite social, y esposa de un vulgar ingeniero. Basilio admite la crítica de su amigo y reconoce cínicamente que su relación con ella apenas fue una torpe diversión, exclamando al final: "¡Que lata! Podría haber traído a Alphonsine!", aludiendo a una amante francesa.

## Adaptaciones

### Cine
- El deseo (1944) dirigida por Carlos Schlieper y protagonizada por Elsa O'Connor, Santiago Gómez Cou, Aída Luz, Roberto Airaldi
- O Primo Basílio (1922), dirigida por Georges Pallu y protagonizada por Amélia Rey Colaço, Robles Monteiro (Basílio) y Raúl de Carvalho. Fue la primera obra de Eça de Queirós adaptada al cine.
- O Primo Basílio (2007), dirigida por Daniel Filho y protagonizada por Débora Falabella (Luísa), Fábio Assunção (Basílio) y Glória Pires (Juliana).

### Televisión
- O Primo Basílio (1988), dirigida por Daniel Filho y protagonizada por Giulia Gam (Luísa), Marcos Paulo (Basílio) y Marília Pêra (Juliana). Miniserie brasileña producida por Rede Globo.